# John Woodville
John Woodville (1445 - 12 août 1469) est le second fils de Richard Woodville et de Jacquette de Luxembourg.

## Biographie
En 1464, le roi Édouard IV d'Angleterre épouse secrètement sa sœur aînée Élisabeth. Leur mariage, secret tout d'abord puis officiel, rallie la famille Woodville au camp yorkiste.
Ce mariage permet l'ascension rapide des Woodville parmi les familles les plus puissantes d'Angleterre. Un grand nombre des frères et des sœurs de la reine se marient bientôt avec les familles les plus notables d'Angleterre. Ainsi, John Woodville épouse en janvier 1465 Catherine Neville, duchesse douairière de Norfolk, fille de Ralph Neville et de Jeanne Beaufort, tante d'Édouard IV, veuve de John Mowbray, second duc de Norfolk. La riche Catherine, déjà veuve par trois fois, est âgée d'une soixantaine d'années. Pour l'ancienne noblesse, cependant, les Woodville ne sont que des parvenus, et le comte de Warwick Richard Neville, jusqu'alors le plus puissant baron d'Angleterre, voit d'un mauvais œil la façon dont le roi se détourne de lui au profit de sa belle-famille. Il ressent le mariage de Catherine, sa propre tante, comme une insulte personnelle. John Woodville est créé l'année de son mariage chevalier du Bain.
À l'été 1469, Warwick se révolte contre Édouard et remporte une grande victoire à Edgecote Moor le 26 juillet. Le roi est capturé par le comte de Warwick. Craignant pour leurs vies, John Woodville et son père Richard prennent la fuite. Warwick avait proclamé John et son père traîtres dans un manifeste. Ils sont capturés près de Chepstow et exécutés à Kenilworth sur ordre de Warwick le 12 août.